# Camille Isidore De Bast
Camille Isidore De Bast (Gent, 3 maart 1845 - aldaar, 3 juli 1927) was een Belgisch industrieel en politicus voor de Liberale Partij.

## Levensloop
Camille De Bast was een zoon van volksvertegenwoordiger en senator Camille Joseph De Bast. Hij trouwde met de Italiaanse Amalia Armellini (1848-1931). In de familiale lijn werd hij katoenindustrieel. Hij woonde aan de Coupure, in het hoekhuis met de Iepensteeg en daarachter strekte zich het familiebedrijf uit.
Hij stapte in de politiek toen hij in 1875 verkozen werd als gemeenteraadslid van Gent. Hij bekleedde dit mandaat tot in 1906. In 1907 werd hij verkozen tot liberaal senator in opvolging van Hippolyte Lippens. Dit mandaat vervulde hij tot in 1925.
Zoals zijn vader was hij lid van de vrijmetselaarsloge Le Septentrion en medestichter van de menslievende vereniging Zonder Naam Niet Zonder Hart. In 1906 nam hij de leiding van de coöperatieve vennootschap die het pluralistisch ziekenhuis Institut Moderne pour les Malades oprichtte, dat in 1909 de deuren opende.
Hij nam mee het initiatief in 1924 om een monument op te richten ter ere van de liberale volksvertegenwoordiger Albert Mechelynck.